# Preston North End Football Club 2020-2021
Questa voce raccoglie le informazioni riguardanti il Preston North End Football Club nelle competizioni ufficiali della stagione 2020-2021.

## Maglie e sponsor
| Casa | Trasferta | Terza maglia |

Sponsor ufficiale: 32 Red
Fornitore tecnico: Nike

## Organico

### Rosa
Rosa e numerazione, tratte dal sito internet ufficiale della società, aggiornate al 23 gennaio 2021.
| N. |                        | Ruolo | Calciatore     |
| -- | ---------------------- | ----- | -------------- |
| 1  | Inghilterra (bandiera) | P     | Declan Rudd    |
| 2  | Inghilterra (bandiera) | D     | Darnell Fisher |
| 3  | Inghilterra (bandiera) | D     | Josh Earl      |
| 4  | Inghilterra (bandiera) | C     | Ben Pearson    |
| 5  | Germania (bandiera)    | D     | Patrick Bauer  |
| 6  | Inghilterra (bandiera) | D     | Ben Davies     |
| 7  | Inghilterra (bandiera) | A     | Tom Bayliss    |
| 8  | Irlanda (bandiera)     | C     | Alan Browne    |
| 9  | Inghilterra (bandiera) | A     | Louis Moult    |
| 10 | Inghilterra (bandiera) | C     | Josh Harrop    |
| 11 | Giamaica (bandiera)    | C     | Daniel Johnson |
| 12 | Scozia (bandiera)      | C     | Paul Gallagher |
| 14 | Inghilterra (bandiera) | D     | Jordan Storey  |

| N. |                        | Ruolo | Calciatore      |
| -- | ---------------------- | ----- | --------------- |
| 15 | Inghilterra (bandiera) | D     | Joe Rafferty    |
| 16 | Galles (bandiera)      | D     | Andrew Hughes   |
| 18 | Inghilterra (bandiera) | C     | Ryan Ledson     |
| 19 | Danimarca (bandiera)   | A     | Emil Riis       |
| 23 | Inghilterra (bandiera) | D     | Paul Huntington |
| 24 | Irlanda (bandiera)     | A     | Sean Maguire    |
| 25 | Inghilterra (bandiera) | P     | Connor Ripley   |
| 29 | Inghilterra (bandiera) | A     | Tom Barkhuizen  |
| 31 | Inghilterra (bandiera) | C     | Scott Sinclair  |
| 35 | Inghilterra (bandiera) | A     | David Nugent    |
| 39 | Galles (bandiera)      | A     | Billy Bodin     |
| 44 | Inghilterra (bandiera) | C     | Brad Potts      |